# Louis-Michel van Loo
Louis-Michel van Loo (Tolone, 2 marzo 1707 – Parigi, 20 marzo 1771) è stato un pittore francese.

## Biografia
Louis-Michel studiò, sotto la guida del padre, il pittore Jean-Baptiste van Loo nelle città italiane di Torino e Roma. Nel 1725 a Parigi vinse un prestigioso premio all'Académie Royale de Peinture et de Sculpture. Con suo zio, il pittore Charles-André van Loo, visse a Roma tra il 1727 ed il 1732 e nel 1736 divenne pittore ufficiale alla corte di Filippo V, re di Spagna, presso Madrid. Qui fu uno dei fondatori più importanti della Accademia di pittura nel 1752. Nel 1753 fu chiamato a Versailles, alla corte del re di Francia Luigi XV, dove ebbe la possibilità di ritrarre più volte il sovrano. Nel 1765 succedette allo zio Charles-André nella direzione della École Royale des Élèves Protégés. Nel 1766 eseguì uno dei suoi lavori più noti, il ritratto di Sebastião José de Carvalho e Melo, importante statista portoghese.
Nella sua famiglia anche i fratelli François van Loo (1708–1732) e Charles-Amédée-Philippe van Loo (1719–1795) furono pittori.

## Opere principali
- La famiglia di Filippo V, 1743, Museo del Prado, Madrid.
- Filippo V, re di Spagna, e la sua famiglia, 1743, Versailles, Museo nazionale del castello (schizzo).
- Filippo V, re di Spagna, 1745, Versailles, Museo nazionale del castello (copia; altra copia nella Galleria nazionale di Parma).
- Elisabetta Farnese, regina di Spagna, 1745, Reggia di Versailles, Museo nazionale del castello.
- Maria Teresa Antonietta Raffaella di Spagna, delfina di Francia, Versailles, Museo nazionale del castello.
- Pierre Carlet de Chamblain de Marivaux, 1753, Parigi, Comédie-Française.
- Carle van Loo e la sua famiglia, 1757, Parigi, École des arts décoratifs.
- Ritratto di un ufficiale, conte di Vaux, 1759, Museo delle belle arti di Nizza, deposito del Museo di Versailles (MV 4426).

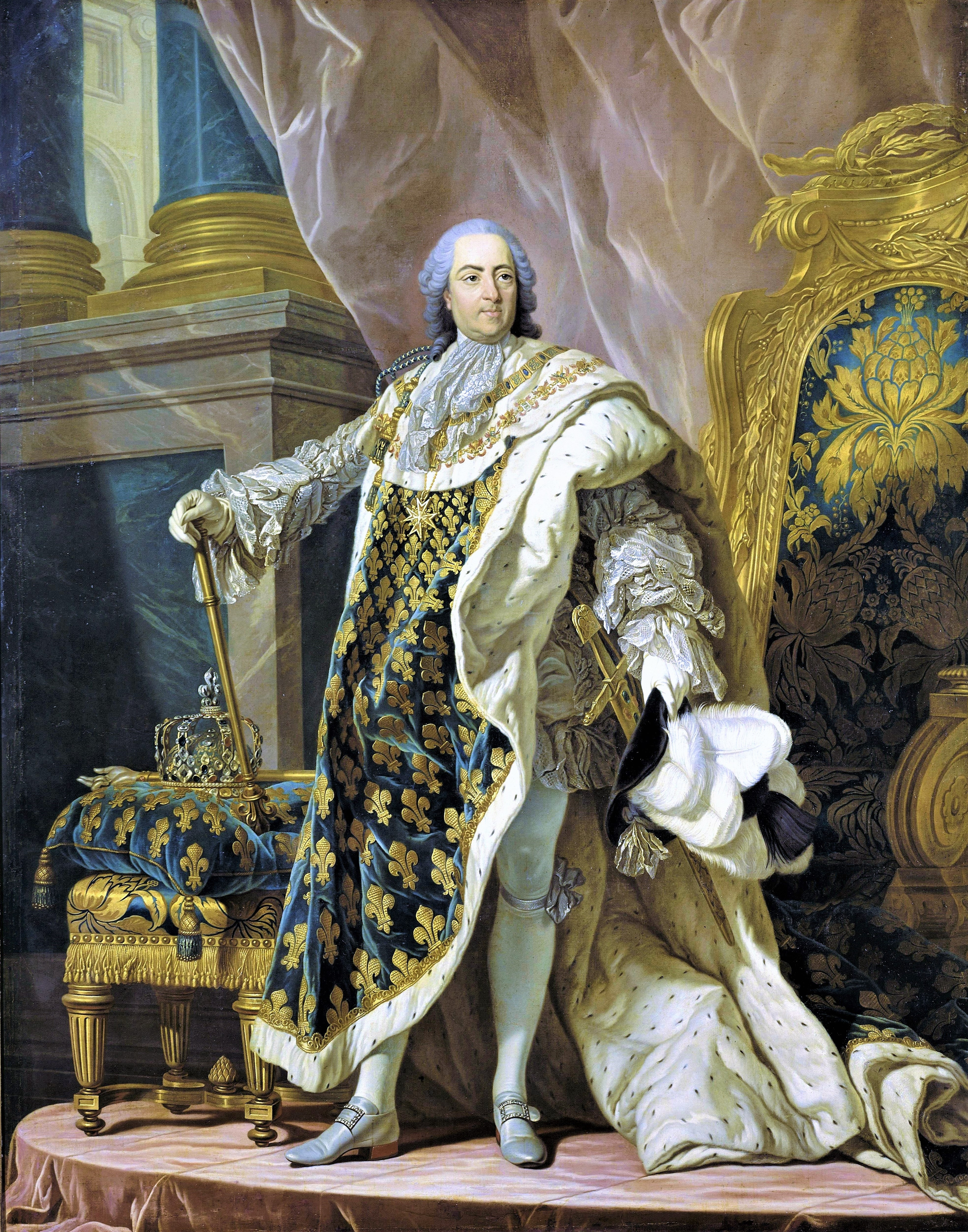
Luigi XV, re di Francia e di Navarra, 1760, castello di Versailles.

- Luigi XV, re di Francia e di Navarra, 1760, Versailles, Museo nazionale del castello. Copia al museo Bernard-d'Agesci a Niort.
- Ritratto di Luigi XV, olio su tela, 80 x 65 cm, deposito del museo del Louvre, Gray, museo Baron-Martin.
- Louis-Michel van Loo e sua sorella vicino al ritratto del loro padre, 1762, Reggia di Versailles, Museo nazionale del castello.
- Louis-Michel van Loo che dipinge il ritratto di suo padre, 1762, Versailles, Museo nazionale del castello.
- Étienne-François, duca di Choiseul-Stainville, 1763, Versailles, Museo nazionale del castello.
- Ritratto del duca di Choiseul (1719-1785), olio su tela, 79 x 65 cm, deposito dal museo del Louvre, Gray, museo Baron-Martin.
- Ritratto di Luisa Elisabetta di Borbone duchessa di Parma, olio su tela, 103,5 x 83,5 cm, Museo Fondazione Cariparma, Parma.
- Ritratto di Carle van Loo, 1764, Versailles, Museo nazionale del castello.
- Donna velata, verso il 1766, Roma, Palazzo Venezia.

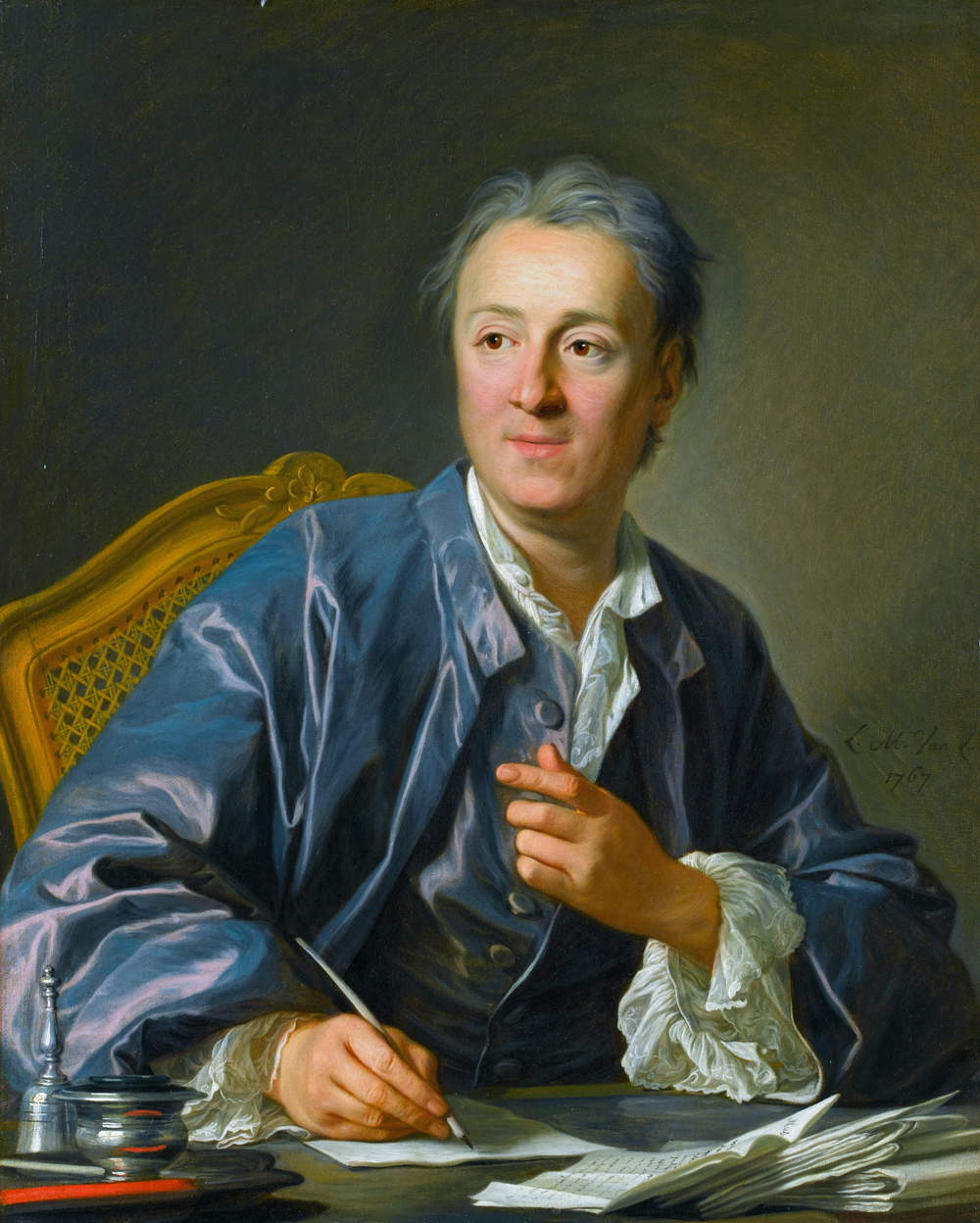
Ritratto di Denis Diderot, 1767

- Denis Diderot, scrittore, 1767, Parigi, Museo del Louvre.
- Germain Soufflot, 1767, Museo del Louvre.
- Laure de Fitz-James, principessa di Chimay, 1767, Versailles, Museo nazionale del castello.
- Sebastião José de Carvalho e Melo, Marchese di Pombal, 1767, Oeiras, Palácio da Câmara Municipal, Portugal.
- Louis Phélypeaux, conte di Saint-Florentin, duca de La Vrillière, 1769, Versailles, Museo nazionale del castello.
- Ritratto de Jean Rodolphe Perronet, Parigi, museo del Louvre.
- Il concerto spagnolo [collegamento interrotto], 1768, San Pietroburgo, Museo dell'Ermitage.
- Ritratto del marchese di Marigny e della sua consorte, 1769, Parigi, Museo del Louvre.
- Louis-Auguste, duca di Berry, 1769, Versailles, Museo nazionale del castello.
- Filippo di Francia, conte d'Artois, 1770, Versailles, Museo nazionale del castello.
- Luigi XVIII, allora conte di Provenza, 1770, Museo dipartimentale di Arte antica e contemporanea di Épinal. Copia del 1771 al castello di Versailles.
- Ritratto di Luigi XV, The Bowes Museum.
- Ritratto del cavaliere Jacques de Heusy[collegamento interrotto], 1771, Fondazione Roi Baudouin.
- Ritratto di Nicolas Beaujon, La Collezione Jacquemart-André, Museo dell'Abbazia di Chaalis.
- Ritratto di Charles Philippe, conte d'Artois, Castello di Maisons-Laffitte.